# 명동 잔혹사
"명동 잔혹사"는 1972년 공개된 대한민국의 영화이다.

## 배역
- 허장강
- 박노식
- 황해
- 김지수
- 송재호
- 이강조
- 김문주
- 권오상
- 최무룡
- 윤정희
- 이대엽
- 독고성
- 최성
- 성소민
- 신찬일
- 김홍규
- 김기범
- 최준
- 전숙
- 장동휘
- 김희라
- 최성호
- 장혁
- 임해림
- 석인수